# Färnsjön
Färnsjön är en sjö i Filipstads kommun i Värmland och ingår i Göta älvs huvudavrinningsområde. Sjön är 9,5 meter djup, har en yta på 1,42 kvadratkilometer och är belägen 135 meter över havet. Sjön avvattnas av vattendraget Norsbäcken. Vid provfiske har bland annat abborre, braxen, gers och gädda fångats i sjön.

## Delavrinningsområde
Färnsjön ingår i det delavrinningsområde (662089-140512) som SMHI kallar för Utloppet av Färnsjön. Medelhöjden är 197 meter över havet och ytan är 18,34 kvadratkilometer. Det finns inga avrinningsområden uppströms utan avrinningsområdet är högsta punkten. Norsbäcken som avvattnar avrinningsområdet har biflödesordning 4, vilket innebär att vattnet flödar genom totalt 4 vattendrag innan det når havet efter 354 kilometer. Avrinningsområdet består mestadels av skog (69 procent). Avrinningsområdet har 1,41 kvadratkilometer vattenytor vilket ger det en sjöprocent på 7,7 procent. Bebyggelsen i området täcker en yta av 1,72 kvadratkilometer eller 9 procent av avrinningsområdet.

## Fisk
Vid provfiske har följande fisk fångats i sjön:
- Abborre
- Braxen
- Gärs
- Gädda
- Löja
- Mört